# Astronomický katalog
Astronomický katalog je seznam astronomických objektů, obyčejně rozdělených do kategorií podle typu, morfologie, původu nebo objevu.

## Nejznámější astronomické katalogy
- Messierův katalog
- New General Catalogue
- Index Catalogue
- Caldwellův katalog